# Instituto para la Protección de Monumentos Culturales y Museo Nacional - Ohrid
El Instituto para la Protección de Monumentos Culturales y Museo Nacional es una institución y un museo ubicado en la ciudad de Ohrid, en Macedonia del Norte. 

## Historia
La actividad museística de la ciudad de Ohrid se remonta al siglo XVI, cuando se guardaba en la Iglesia de la Santa Virgen Perivlepta un «tesoro». Sin embargo, las tropas búlgaras, en la Primera Guerra Mundial, se llevaron muchos objetos de esta colección a Bulgaria.
Posteriormente, en 1936 se organizó una colección de antigüedades de la región de Ohrid y unos años después se fundó el Servicio de Antigüedades de Ohrid. Después de la Segunda Guerra Mundial, el escritor Dimche Malenko promovió la recogida de objetos de valor artístico e histórico que quisieran aportar los ciudadanos. El museo se fundó en 1950 y se inauguró el año siguiente, repartido en dos edificios, uno para la colección arqueológica e histórica y otro para la colección etnológica.
Por otra parte, en 1952 se fundó la Galería de Arte de Ohrid, formada por pinturas, dibujos y esculturas, que el año siguiente pasó a formar parte del museo como un departamento independiente. Además, en 1962 se fundó la  Instituto Municipal para la Protección de los Monumentos Culturales, que llevó a cabo excavaciones arqueológicas y otras labores de protección y conservación de antigüedades. En 1973 esta nueva institución se fusionó con el museo.

## Colecciones
Este museo consta de varios departamentos: arqueología; etnología; iconos y objetos litúrgicos; manuscritos y libros antiguos; historia y arte contemporáneo. Se distribuye en varias sedes: la casa de Robevci, la casa de Hristo Uzunov, la casa de Grigor Prlichev, la galería de iconos, el complejo museístico de Ploca Micov Grad (junto al lago de Ocrida), el centro cultural «Lapidarium» y las instalaciones administrativas, que están en el edificio «Radnichka». 
Los objetos arqueológicos de la región en torno a la ciudad y al lago de Ocrida que se conservan en el museo están distribuidos entre la prehistoria, la Antigüedad, la Edad Media, la colección de monedas, los monumentos epigráficos y una colección de objetos dorados.
La sección de etnología consta de una colección de objetos tales como muebles, herramientas artesanales, joyas, instrumentos musicales y otros objetos de uso cotidiano entre los siglos XVII y XX; predominan los que pertenecen al siglo XIX. Otra parte de esta colección etnológica está dedicada a los objetos de cerámica, porcelana, vidrio, pesca y textiles, entre los que destacan especialmente las alfombras.
La colección de iconos y objetos litúrgicos contiene objetos cuya cronología abarca desde el siglo XI al XX. Los iconos de Ohrid pertenecientes al arte bizantino están considerados como de gran importancia y muchos de ellos han viajado a exposiciones internacionales. Además de los iconos, se conservan iconostasios, bordados y otros objetos litúrgicos.
La colección de manuscritos consta de textos religiosos y notaciones musicales escritos en lengua griega o eslava, entre los siglos X y XIX.
La sección de historia presenta la historia de Macedonia del Norte desde la parte final del dominio otomano, en el XVIII, hasta la actualidad. Contiene armas, sellos, condecoraciones y otros objetos históricos. Entre ellos se encuentran objetos relacionados con el líder revolucionario Hristo Uzunov.
El sector de arte contemporáneo se divide entre las obras de artistas macedonios y las de otros artistas internacionales, principalmente  de los territorios de la antigua Yugoslavia. Consta de pinturas, esculturas, dibujos y fotografías.